# Le Dragon récalcitrant
Vous lisez un « bon article » labellisé en 2009.  Il fait partie d'un « thème de qualité ».
Pour plus de détails, voir Fiche technique et Distribution.
Le Dragon récalcitrant (The Reluctant Dragon) est le quatrième long-métrage d'animation des studios Disney. Sorti en 1941, il est inspiré en partie du roman pour enfants homonyme de Kenneth Grahame, publié en 1898. C'est le premier long-métrage Disney comportant un mélange d'animation et de prises de vues réelles, si l'on excepte les séquences intermédiaires de Fantasia (1940). De ce fait, il n'est pas considéré comme un « Classique Disney ».
Malgré ce mélange, ce film est d'une grande importance car il présente l'envers du décor du studio Disney de Burbank et, à la manière d'un documentaire, explique aux spectateurs le processus de création dans l'animation. À ce titre, il est un témoignage inestimable sur le studio Disney.

## Synopsis
L'humoriste Robert Benchley visite les studios Disney pour essayer de vendre à Walt Disney une idée pour un film d'animation : l'histoire du « Dragon récalcitrant ».

### La visite du studio

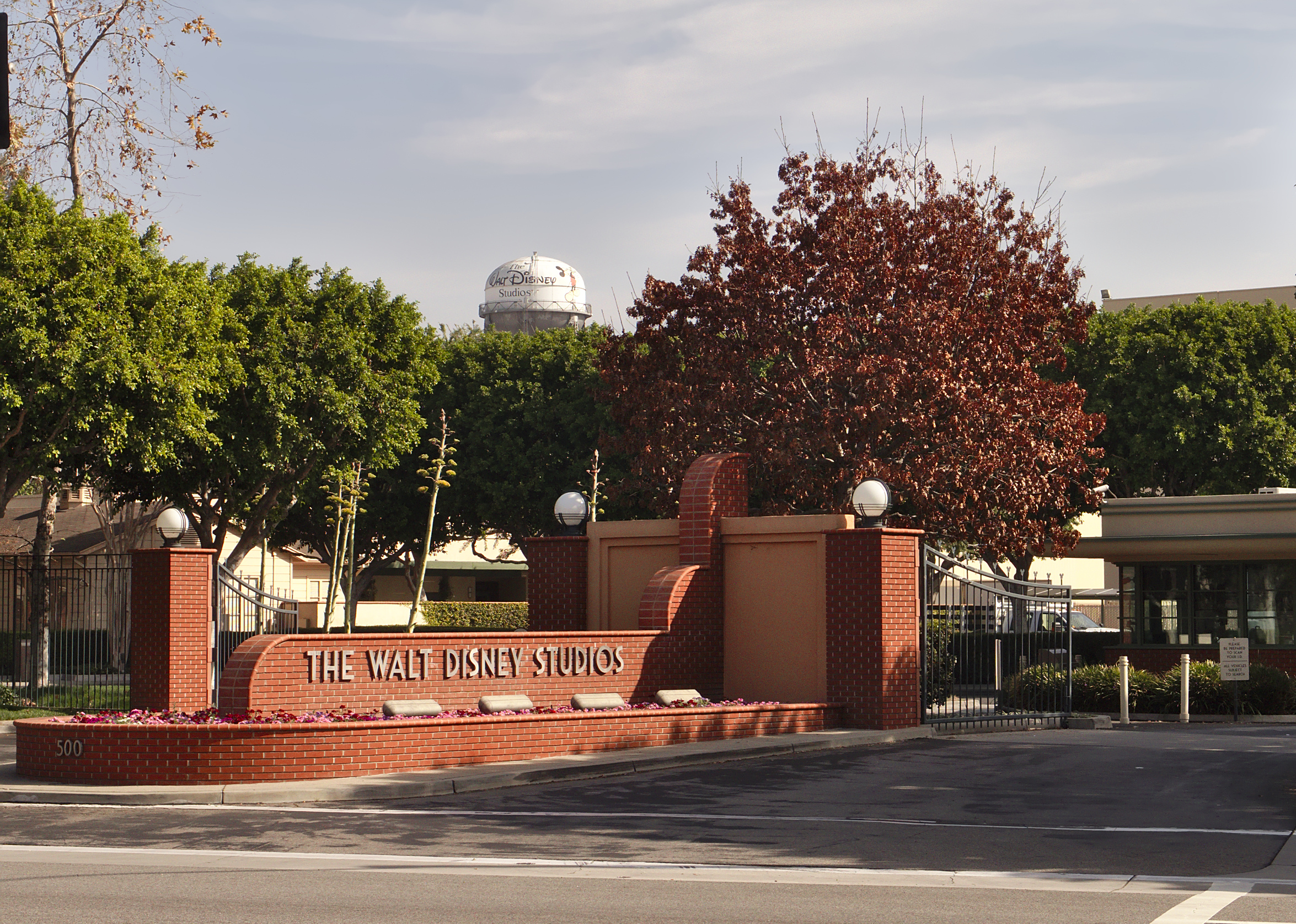
Entrée des Studios Disney sur la Buena Vista Avenue

Tout en essayant d'échapper à son jeune guide encombrant, Benchley traverse différents départements du studio Disney, au sein du complexe flambant neuf de Burbank. Il y découvre là les étapes-clés de la réalisation d'un film d'animation :
- la classe d'art ;
- le studio d'enregistrement, où des artistes réalisent les bruitages d'un court métrage (avec Casey Jr, le train que l'on retrouvera dans Dumbo) ;
- la caméra multiplane ;
- l'animation, avec une scène de Bambi et un extrait de Donald fermier avec Donald Duck ;
- la mise en couleur ;
- l'atelier peinture ;
- la session de storyboard pour le segment Baby Weems ;
- la pré-projection d'un court métrage de Dingo : Comment faire de l'équitation (How to Ride a Horse).

Benchley arrive finalement à trouver Walt Disney dans une salle de projection, en l'occurrence le Main Theater. Dans cette salle, Disney lui propose de regarder en avant-première… Le Dragon récalcitrant !

### Courts métrages présentés
Le parcours est ponctué de plusieurs courts métrages.
Baby Weems est l'histoire d'un bébé qui naît avec le don de la parole et une extrême intelligence. Véritable phénomène de foire, le bambin est rapidement accaparé par les plus grands du monde entier au détriment de ses parents. Mais un mauvais rhume viendra remettre les choses à leur place : le bébé perd en effet toutes ses capacités extraordinaires et redevient un bambin comme les autres...
Dans Comment faire de l'équitation, nous suivons Dingo qui nous apprend comment monter à cheval, dans le tout premier épisode de la série des "Comment faire..." (How to...).
Enfin dans Le Dragon récalcitrant, nous suivons un petit garçon qui rêve d’être chevalier et chasseur de dragon jusqu'à ce qu'il découvre la cachette d’un spécimen pas comme les autres. En effet, ce drôle de dragon aime prendre du bon temps, jouer et chanter. Il ne crache pas de feu et, plus que tout, déteste se battre. Le petit garçon décide de lui apprendre à se comporter comme un véritable dragon…

## Fiche technique
- Titre original : The Reluctant Dragon
  - Autres titres originaux : A Day at Disneys (diffusion télévisée) ; Behind the Scenes at Walt Disney Studio (sous-titre DVD)
- Titre français : Le Dragon récalcitrant
  - Autres titres français : Les Secrets de Walt Disney (1947)[2]; Le Dragon hésitant (sortie vidéo)
- Réalisation : Alfred L. Werker assisté de Jasper Blystone (prises de vues réelles) ; Hamilton Luske assisté de Ford Beebe, Jim Handley, Erwin Verity (séquences d'animation)
- Scénario : Ted Sears, Al Perkins, Larry Clemmons, William Cottrell, Harry Clork et Robert Benchley[3]
  - The Reluctant Dragon : Erdman Penner et T. Hee d'après Kenneth Grahame
  - Baby Weems : Joe Grant, Dick Huemer et John P. Miller
- Image : Winton C. Hoch, Bert Glennon
- Effets spéciaux : Ub Iwerks, Joshua Meador
- Consultante Technicolor : Natalie Kalmus
- Direction artistique : Gordon Wiles
- Décors : Earl Wooden
- Conception graphique (séquences d'animation) :
  - Direction artistique : Ken Anderson, Hugh Hennesy, Charles Philippi
  - Décors : Ray Huffine, Art Riley ; Non crédité : Robert McIntosh[3]
  - Générique : T. Hee[3]
- Animation : Jack Campbell, Walt Kelly, Ward Kimball, Fred Moore, Milt Neil, Wolfgang Reitherman, Claude Smith, David Swift, Harvey Toombs
  - Non crédités[3] : Stephen Bosustow, Chester Cobb, Rex Cox, Ed Fourcher, George Goepper, Paul Murry, Frank Onaitis, Fred Oreb Jr., John Sibley, Louis Terri, Judge Whitaker, Bernard Wolf
  - Effets spéciaux (non crédités[3]) : Edwin Aardal, Jerome Brown, Brad Case, George De Beeson, Ugo D'Orsi, Russell Dyson, Andy Engman, James Escalante, Art Fitzpatrick, Harry Hamsel, John Harbaugh, Jack Huber, Paul B. Kossoff, Fred Madison, Dick McDermott, John McManus, Art Palmer, Miles E. Pike, John Reed, George Rowley, Sandy Strother, Reuben Timmins, Don Tobin, Noel Tucker, Vernon G. Witt, Cornett Wood
- Son : Frank Maher
- Montage : Paul Weatherwax
- Musique : Frank Churchill, Larry Morey[3], Charles Wolcott
- Production : Walt Disney ; Earl Rettig (producteur délégué)
- Société de production : Walt Disney Productions
- Société de distribution : RKO Radio Pictures
- Budget : 600 000 USD
- Format : Couleurs - 35 mm - 1,37:1 - Mono (RCA Sound System)
- Durée : 72 minutes
- Dates de sortie : 
  - États-Unis : 20 juin 1941
  - France : 7 juillet 1947

Sauf mention contraire, les informations proviennent de : Leonard Maltin et John Grant

## Distribution
- Robert Benchley : lui-même
- Walt Disney : lui-même
- Frances Gifford : Doris, studio artist (artiste du studio)
- Buddy Pepper : Humphrey, the studio guide (guide du studio)
- Nana Bryant : Mrs. Benchley
- Florence Gill : elle-même (voix de Clara Cluck)
- Clarence Nash : lui-même (voix de Donald)
- Norman Ferguson : lui-même
- Ward Kimball : lui-même (animateur de Dingo)
- Frank Churchill : lui-même (pianiste)
- Lester Dorr : Slim
- Frank Faylen : Frank, Orchestra Leader (chef d'orchestre)
- Henry Hall : Studio Policeman (policier du studio)
- Fred Moore : lui-même
- Steve Pendleton : Humphrey's boss (chef de la sécurité)
- Wolfgang Reitherman : Artist (artiste)
- Alan Ladd : Al, Baby Weems storyboard artist (artiste de storyboard pour Baby Weems)
- Jimmy Luske : Jimmy, Baby Weems model (modèle pour Baby Weems)
- Gerald Mohr : Studio Guard (garde du studio)

### Voix originales
- Clarence Nash : Donald Duck

Baby Weems
- Gerald Mohr : Narrateur
- Ernie Alexander : Baby Weems's father (Père de Baby Weems)
- Art Gilmore : Franklin Delano Roosevelt
- Leone Le Doux et Raymond Severn : Baby Weems
- Eddie Marr : Walter Winchell
- Linda Marwood : Baby Weems' mother (Mère de Baby Weems)

How to Ride a Horse (Comment faire de l'équitation)
- John McLeish : Narrateur
- Pinto Colvig : Goofy (Dingo)

The Reluctant Dragon (Le Dragon récalcitrant)
- Claud Allister : Sir Giles
- Barnett Parker : The Dragon
- Billy Lee : The Boy
- Val Stanton : Courier
- J. Donald Wilson : narrateur

### Voix françaises
Comment faire de l'équitation ou Dingo fait de l'équitation
- Yves-Marie Maurin : Narrateur

Le Dragon Récalcitrant
- Benoît Allemane : Narrateur
- Brigitte Lecordier : Le Garçon
- Jacques Ferrière : Le Dragon Récalcitrant
- Gérard Hernandez : Sir Giles

## Sorties cinéma
Sauf mention contraire, les informations suivantes sont issues de l'Internet Movie Database.
- États-Unis : 20 juin 1941
- Brésil : 28 juillet 1941
- Suède : 1er mars 1943
- France : 7 juillet 1947
- Hong Kong : 9 septembre 1948
- Finlande : 15 septembre 1950
- Italie : 17 novembre 1951
- Allemagne de l'Ouest : 26 septembre 1952
- Japon : 21 mars 1956

## Sorties vidéo
- 1991 : VHS
- 1999 : Coffret VHS avec le documentaire Frank et Ollie
- 3 décembre 2002 : DVD dans la compilation Behind the Scenes at the Walt Disney Studio (« Dans les coulisses des studios Disney ») de la série des Walt Disney Treasures (zone 1 uniquement)

## Origine et production
Le film a été produit par le studio Disney pour deux raisons. La première est une réponse aux demandes du public qui souhaitait visiter le lieu de naissance de ses personnages favoris. En effet, à l'époque, la plupart des studios de production permettaient la visite de leurs plateaux de tournages sauf Disney. De plus, les studios de Disney venaient de déménager dans des locaux neufs, les Walt Disney Studios de Burbank. Ils ne se visitent toujours pas de nos jours mais deux parcs à thèmes reprennent ce thème, en plus des royaumes enchantés construits à l'image de Disneyland. L'animation du film a été réalisée pour la majeure partie dans les anciens studios d'Hyperion Avenue tandis que les prises de vues réelles utilisaient les nouveaux locaux. Steven Watts explique que « l'image d'oasis étincelante de créativité et de joie au milieu des industriels obstinés du cinéma » et la « combinaison particulière de production industrielle et de fantaisie au sein du studio » éveillaient depuis les années 1930 l'intérêt du public.

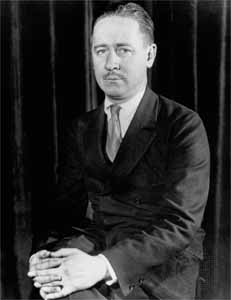
Robert Benchley en 1935.

La seconde raison est l'obtention de revenus afin de lancer ensuite d'autres projets,. Les deux films Pinocchio et Fantasia, tous deux sortis en 1940, n'ont pas réalisé les résultats escomptés et, avec ce film au budget réduit (600 000 $), Disney espère « obtenir un retour substantiel ».

### Un documentaire sur les studios
Le film est avant tout un documentaire en prise de vue réelle mais il comprend quelques séquences d'animation : un court métrage de Dingo Comment faire de l'équitation, un extrait de l'animation du long-métrage Dumbo mettant en scène le train Casey Jr. et une adaptation de l'histoire Dream Days (1898) de Kenneth Grahame, rebaptisée Le Dragon Récalcitrant et qui clôture le film. Les prises de vue réelles ont été réalisées sous la direction d'Alfred L. Werker, un vétéran du studio 20th Century Fox, durant l'automne 1940 dans les studios de Burbank. L'acteur principal Robert Benchley est l'un des humoristes favoris des Américains de l'époque.
Cet usage des prises de vues réelles réalisées en Technicolor est une première pour Disney depuis les Alice Comedies des années 1920 tournées en noir et blanc, bien que quelques scènes ponctuent le film Fantasia. Le film partage avec Fantasia un autre trait, celui de la compilation de séquences d'animation mais, ici, elles ne sont pas reliées par un thème commun comme la musique classique.

### Les animations
Le générique du film comprend des caricatures réalisées par T. Hee de chaque artiste crédité.
Casey Jr.
Cette séquence d'animation de quelques secondes présente une locomotive aux caractéristiques anthropomorphes et n'a pour but que de présenter les effets sonores à M. Benchley et, par son intermédiaire, aux spectateurs. La locomotive qui tire ici un train de passagers est baptisée Casey Junior, elle apparaît aussi dans Dumbo tractant le train du cirque.
Dans cette séquence, le voyage de la locomotive se fait malgré une tempête et un pont brisé au-dessus d'un ravin, qu'elle franchit d'un saut, ce qui n'est pas sans rappeler le court métrage Trolley Troubles (1927) avec Oswald le lapin chanceux. La séquence était supposée apparaître dans le long métrage Dumbo, prévu pour sortir quatre mois plus tard, mais elle fut coupée au montage.
Old MacDonald Duck
Après avoir montré les rudiments de l'animation avec des dessins du personnage de Donald Duck, les éléments présentés s'assemblent pour devenir un extrait du court métrage Donald fermier alors en production et sorti par la suite le 12 septembre 1941.

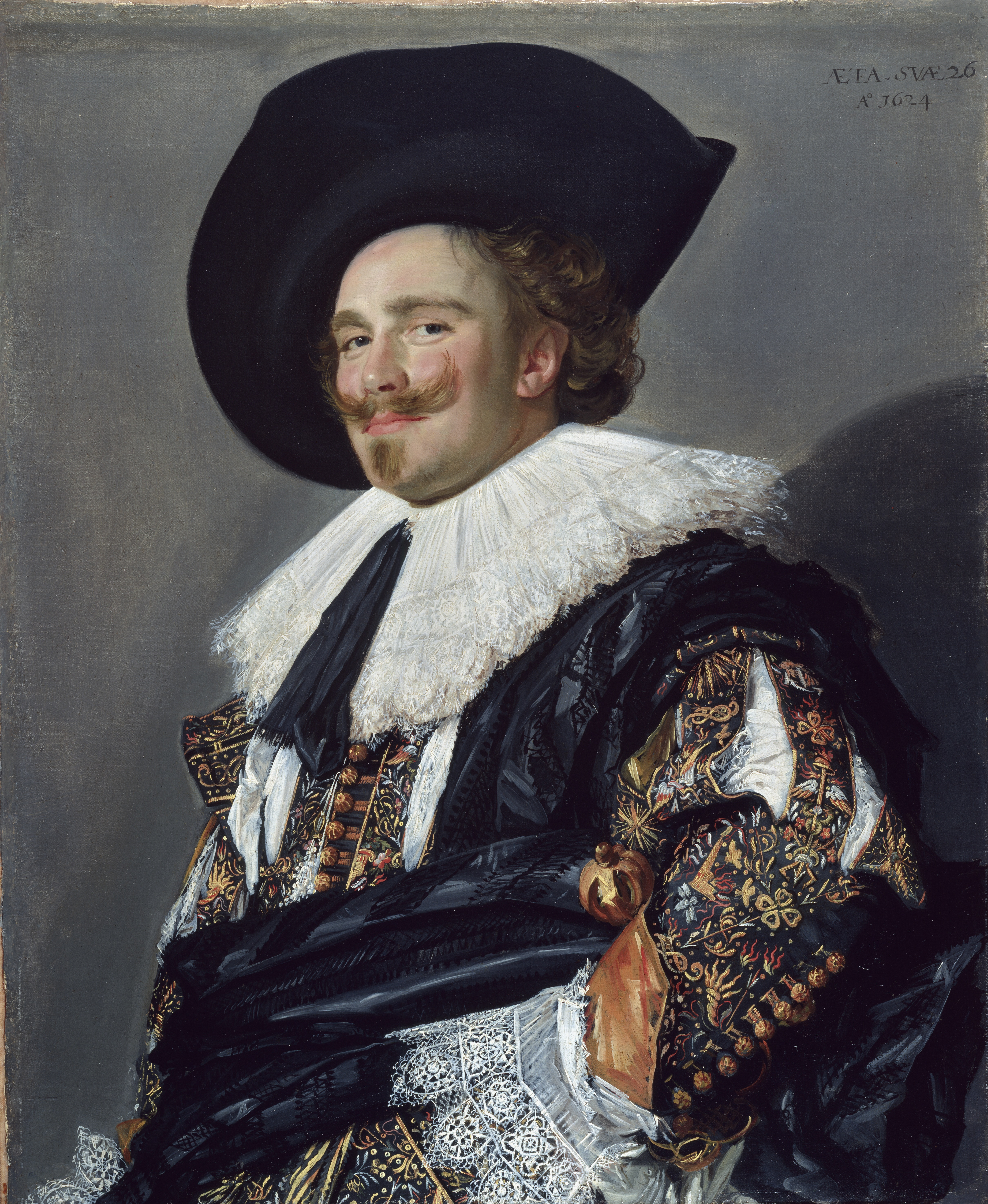
Le Cavalier riant (1624).

Donald Duck apparaît plus tard dans le film, sous la forme des personnages des grands tableaux de maîtres. C'est l'extrait d'un court métrage baptisé Museum Keeper (ou Old Masters ou Donald and the Old Masters) entamé fin 1938 sous la direction de Frank Tashlin mais non réalisé. L'un des tableaux représente Donald comme Le Cavalier riant (1624) de Frans Hals. Les chefs-d'œuvre revus et corrigés selon l'univers des canards de Disney ont par la suite été publiés ou copiés à maintes reprises. Seize de ces œuvres ont été reproduites dans le numéro du 16 avril 1945 du Life Magazine.
Baby Weems
La séquence avec le personnage de Baby Weems permet de présenter la conception d'un dessin animé avec la présentation d'une invention du studio Disney, le storyboard. Cette séquence est réalisée en « animation partielle », une succession d'images statiques, mais avec un résultat « efficace ». La plupart du temps le public oublie qu'il ne s'agit pas d'une animation complète. Cette animation est constituée d'images esquissées comme si ce n'était qu'une simple juxtaposition des images du storyboard, justement présentées au début et à la fin de la séquence.
Le scénario de cette séquence est assez simple : à sa naissance, Herbert Weems est un enfant prodige doué de la parole et d'une intelligence exceptionnelle. Après avoir rencontré les génies et grands hommes de l'époque (Einstein, Roosevelt...), il tombe malade juste avant de donner la solution aux maux de l'humanité et, à son réveil à l'hôpital, il est redevenu un bébé normal, à la grande joie de ses parents.
Pour John Grant, cette séquence est graphiquement une « expérience étrange, difficile à expliquer aux gens qui ne l'ont jamais vécue ». C'est aussi une « satire délicieuse des phénomènes éphémères et du caractères destructif de la société de consommation ».
Comment faire de l'équitation
Au début des années 1940, Jack Kinney réalisateur chargé des séries avec Dingo propose une nouvelle évolution pour le personnage : il souhaite lui donner un rôle plus docte et lui offrir ainsi une vaste source de scénarios. Après une réception enthousiaste de la part de Walt Disney, il met en chantier un court métrage, c'est Comment faire de l'équitation. Dingo commence sa nouvelle carrière, celle de la sous-série des Comment faire... (How to...).
Ce court métrage possède beaucoup d'humour, d'abord avec la divergence entre le discours docte et assuré du narrateur, John McLeish, et l'exemple présenté par Dingo et sa monture, baptisée Percy. Comme le fait remarquer Jack Kinney, cité par Flora O'Brien et repris par John Grant, Dingo fait ici montre de « la plus ridicule façon de chevaucher depuis que l'homme a enjambé un canasson préhistorique ». Un autre élément d'humour est l'usage du « ralenti » pour officiellement décomposer le mouvement du jockey et de son cheval mais qui permet, ici, de voir encore plus de maladresses rendues imperceptibles à vitesse normale.
Les scènes avant ce court métrage sont l'occasion de voir plusieurs personnalités du studio comme l'animateur Ward Kimball à l'œuvre. L'acteur Pinto Colvig est ici présenté comme la voix et les bruitages de Dingo mais, en réalité, l'acteur était absent des studios Disney depuis 1937 et, pour pallier cela, les sons étaient repris des bandes sonores des courts métrages précédents,.
Le Dragon récalcitrant
Le livre présentant l'histoire du Dragon récalcitrant est une réédition de 1930 de l'œuvre originale publiée dans la collection Dream Days et illustrée par E.H. Shepard, détenue par la bibliothèque du studio Disney. Shepard a aussi illustré Winnie l'ourson d'Alan Alexander Milne. Le segment Le Dragon Récalcitrant n'est pas le seul tiré d'un roman de Kenneth Grahame : La Mare aux Grenouilles, une séquence du film Le Crapaud et le Maître d'école, est adaptée du roman Le Vent dans les saules (The Wind in the Willows).
D'après le critique Richard Plant, le court métrage phare de cette production, Le Dragon récalcitrant, n'est « rien de plus qu'un Ferdinand réchauffé et agrandi. Pour la première fois, Disney est coupable de répétition ». Grant note que la séquence possède aussi des similitudes avec la séquence Pierre et le Loup du film La Boîte à musique (1946), inspiré du conte musical russe Pierre et le Loup (1936) de Sergueï Prokofiev. La ressemblance est principalement due à l'absence de peur du petit garçon pour le méchant, ici un dragon et non un loup.
Dans cette séquence, les personnages sont sans réelle consistance. Il est difficile de s'identifier à eux : le garçonnet « qui ne sert que d'élément fixateur pour l'histoire », le dragon aimant la poésie, le père gardien de moutons mais peu présent et le chasseur de dragon, sir Giles, qui est âgé et partage l'amour de l'écriture.
Albert Hurter a travaillé sur des esquisses du dragon, des chevaliers en armure et des villageois médiévaux. Le dragon est la caricature d'un archétype de haut dignitaire britannique qui « porte le monocle, préfère boire le thé et lire de la poésie que faire la guerre » et reprend certains traits d'Oscar Wilde. Il est possible de comparer ce dragon raffiné et poétique aux métamorphoses ultimes de Madame Mim dans Merlin l'Enchanteur (1963), un dragon indiscipliné et impulsif et de Maléfique dans La Belle au bois dormant (1959), plus démoniaque. Les décors, carrés et proches de ceux de la séquence La Symphonie pastorale de Fantasia (1940) sont inspirés des paysages régionaux de style Art déco de Grant Wood.

## Accueil et exploitation
Après sa sortie au cinéma, dans quelques pays, le film n'a jamais été rediffusé dans son intégralité au cinéma. Les courts métrages qu'il comprend ont eux été rediffusés. Le film a été édité pour le marché non cinématographique en 1981 et, depuis, en DVD dans la collection Walt Disney Treasures en 2002 dans un coffret intitulé Behind the Scenes at the Walt Disney Studio. Pour John Grant, le film Le Dragon récalcitrant, produit en même temps et pour les mêmes raisons que Dumbo est « pas cher et de piètre qualité » tandis que Dumbo est « pas cher mais brillant grâce à sa qualité artistique ».
Le court métrage Comment faire de l'équitation a été diffusé au cinéma seul le 24 février 1950, sans aucune modification. Les séquences Le Dragon récalcitrant et Baby Weems n'ont, quant à elles, pas été diffusées au cinéma et, d'après Leitch, cette dernière n'aurait pas dépassé le stade du storyboard, suggérant que le court métrage a été présenté inachevé dans le film.
Le court métrage Le Dragon récalcitrant a été édité seul en octobre 1975 sur bande 16 mm et en 1987 en vidéo.
Dans le film Objectif Lotus (1975), le restaurant chinois est baptisé  The Reluctant Dragon une forme d'hommage — incongrue pour Mark Arnold— au film .

## Analyse
Christopher Finch considère Le Dragon Récalcitrant comme les prémices d'un changement dans les productions du studio Disney. Le film est avant tout un documentaire sur les studios mais il est devenu plus que cela avec l'utilisation d'une liaison narrative imaginant la visite du studio par Robert Benchley. Le film n'a aucune prétention et présente de façon décontractée et joyeuse une version un peu de fiction de la méthode de travail du studio.

### Un documentaire
Pour John Grant, le fait que ce film-documentaire soit une première avec des prises de vue réelles, une première compilation et qu'il comporte deux courts métrages d'exception, Comment faire de l'équitation et Baby Weems, en justifie l'étude. Pourtant, le public et les critiques ont mal accueilli le film à sa sortie pour plusieurs raisons telles que son côté publicitaire, le traitement de la séquence phare « proche de l'escroquerie » ou les « raccourcis fallacieux » sur la production des courts métrages. Grant conclut que la séquence phare « n'est pas de la même qualité que les autres séquences » et que le film-documentaire homonyme « n'est pas du standard des trois longs métrages d'animation précédents ». Esther Leslie qualifie simplement le film de « docufiction ». Pour Barrier, le film a coûté autour de 635 000 USD et a rapporté 541 840,86 USD lors de sa sortie, ce qui a généré une perte de près de 100 000 USD.
Pour Pierre Lambert, « ce film est aujourd'hui un témoignage de l'âge d'or des studios Disney mais fut un échec à sa sortie en salle ». Pour Jerry Beck, c'est essentiellement une « œuvre du service relation publique du studio ». Beck indique que l'on peut apercevoir à l'arrière plan d'une scène de documentaire, des esquisses préparatoires du capitaine Crochet, attestant que Peter Pan (1953) était en production à l'époque du tournage. Thomas M. Leitch déclare, quant à lui, que ce film n'est qu'un collage de deux courts métrages finis, un troisième seulement à l'état de storyboard et de scènes de prises de vues réelles pour connecter le tout, le tout justifié par un besoin d'argent. Sean Griffin, dans son étude de l'homosexualité chez Disney, présente la séquence du Dragon récalcitrant comme un « niveau d'acceptation du mâle efféminé encore supérieur à celui du court métrage Ferdinand », présentant pourtant un taureau préférant manger les fleurs d'une spectatrice que de combatte un matador.

### Une vision idéalisée du studio

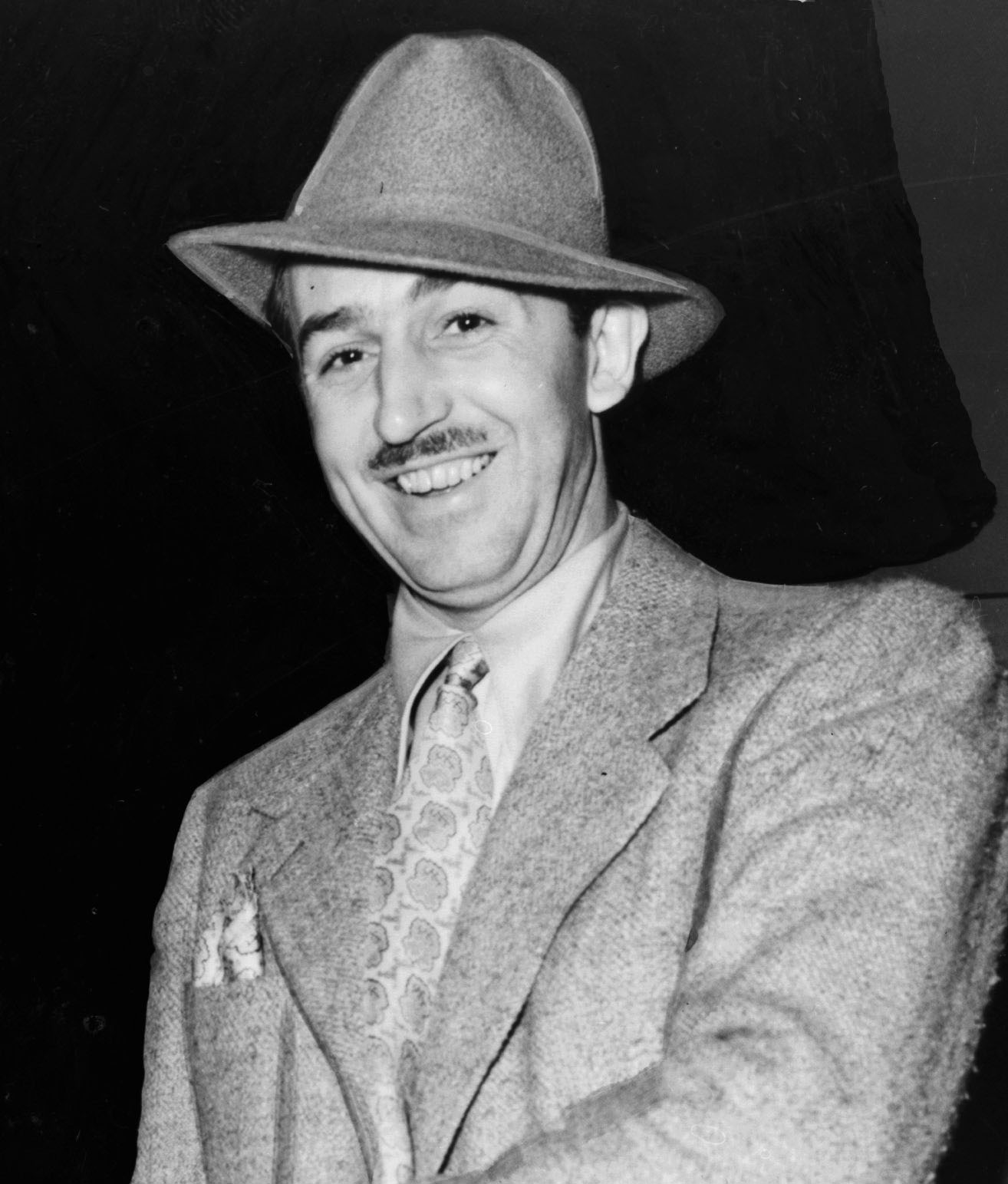
Walt Disney en 1938.

Le film présente un studio « où il fait bon travailler » alors que la grève des studios Disney éclata un mois après la sortie du film. Beck ajoute que les employés y sont « joyeux et enthousiastes » et même que « certains employés du film ne sont que des acteurs ». Le journaliste Paul Hollister écrit en 1940 dans un article du Atlantic Monthly que le nouveau studio alors fraîchement terminé est « aussi sévèrement joyeux qu'une maquette d'exposition internationale, aussi immaculé qu'un hôpital, et aussi fonctionnel que le laboratoire des rêves de scientifiques ». Le studio est présenté comme une structure bureaucratique permettant à la fois un travail rationalisé et de la créativité lunatique au milieu de personnalités d'exception. Leitch souligne aussi que le studio était depuis quelques mois plus une société détenue exclusivement par Disney. Le 2 avril 1940, la société avait lancé sa première offre d'achat d'actions à la bourse de New York.
Lors de la première du film au Pantages Theatre, les grévistes ont manifesté avec des pancartes critiquant Disney de pratiques sociales injustes, de salaires trop faibles, de manques de reconnaissance et de favoritisme. Devant l'un des cinémas, des sympathisants ont descendu la rue avec un costume de dragon portant la mention « The Reluctant Disney » (le Disney récalcitrant),. Barrier ajoute à la scène une caricature du visage de Walt Disney accrochée au corps d'un dragon portant l'inscription « Injuste ».